# سیال الکترورئولوژیک
سیالات الکترورئولوژیک (به انگلیسی: Electrorheological fluid) یا به‌طور خلاصه سیالات ER، دسته ای از سیالات هوشمند می‌باشند. این سیالات سوسپانسیون‌هایی هستند که جزء پخش شونده آن‌ها ذراتی نارسانا اما دارای فعالیت الکتریکی (قابلیت پاسخ به میدان الکتریکی) و جزء پخش‌کننده آنان یک سیال نارسانا است. گرانروی این سیالات به میدان الکتریکی که در آن قرار دارند بستگی دارد. برای مثال یک سیال الکترو-رئولوژیک معمولی می‌تواند در عرض چند میلی ثانیه بر اثر تغییر میدان الکتریکی از غلظت ژل به غلظت مایع برسد. این ویژگی به اسم اثر وینزلو هم شناخته می‌شود.

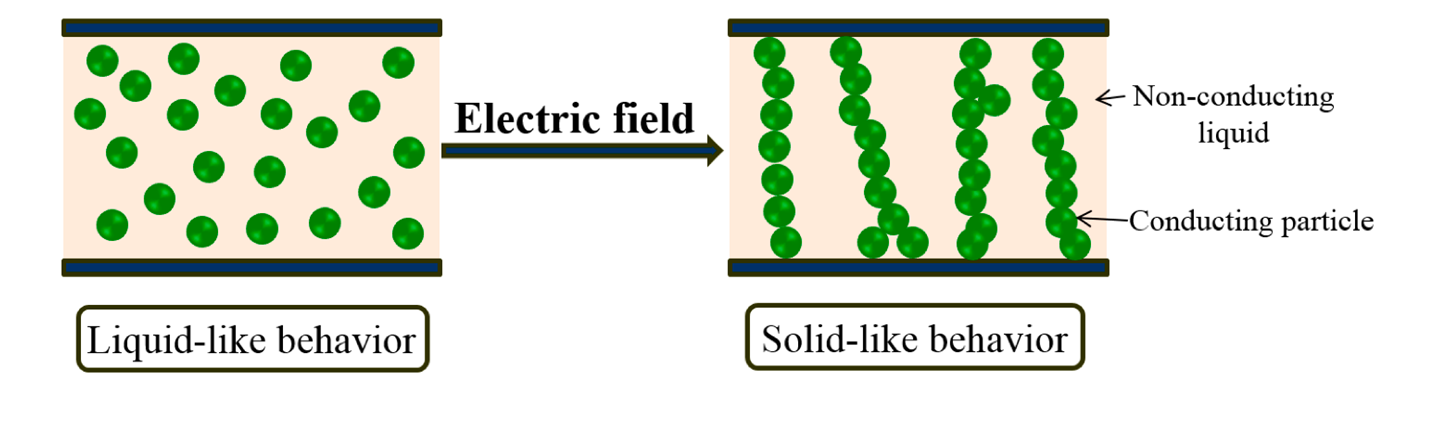
بر اثر برقراری میدان الکتریکی، سیال حالت ژل و نیمه جامد پیدا می‌کند

ویلز وینزلو، مخترع آمریکایی است که این ویژگی را در ۱۹۴۷ ثبت کرد و در ۱۹۴۹ مقاله ای پیرامون این سیالات نوشت.

## کاربردها
کاربرد معمول این سیالات در ولوهای هیدرولیک و کلاج هاست. بدین صورت که هنگامی که میدان الکتریکی به سیال اعمال می‌گردد، صفحات کلاج در یکدیگر قفل شده یا ولو هیدرولیک بسته می‌شود و هنگامی که میدان برقرار نباشد، ولو باز شده ویا صفحات کلاج از یکدیگر جدا می‌گردند. از دیگر کاربرهای این سیالات می‌توان به استفاده از آنان در ترمز و کمک فنر خودرو اشاره کرد.

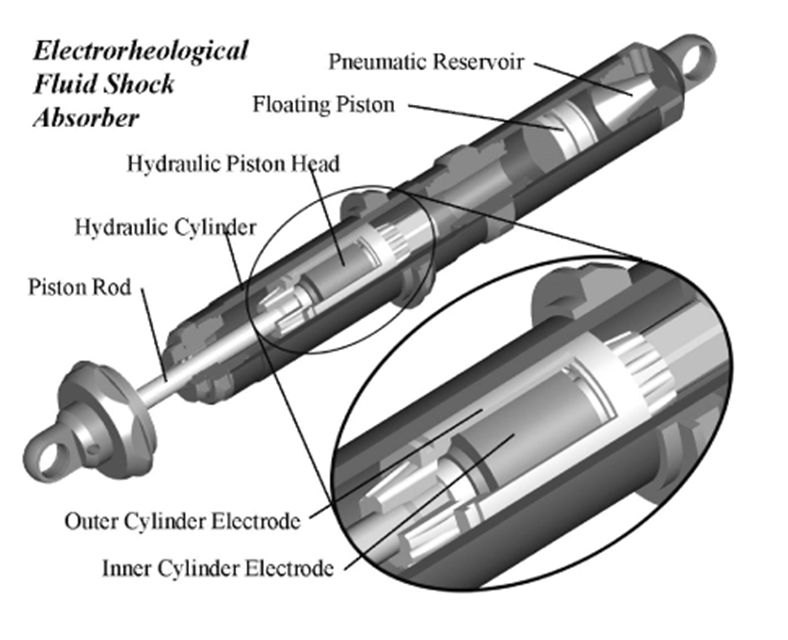
اجزای مختلف کمک فنری که با استفاده از یک سیال الکترورئولوژیک کار می‌کند

افق‌های جدید زیادی برای استفاده از این سیالات متصور است. این سیالات ظرفیت استفاده در صفحات لمسی، پولیش سخت و نمایشگرهای انعطاف‌پذیر و تاشو را دارند.
برای مثال از وابستگی گرانروی سیالات الکترورئولوژیک به میدان الکتریکی می‌توان در صفحه کلیدها و نمایشگرهای تاشو بهره برد. بدین صورت که با اعمال میدان، سیال را به صورت صلب درآورده تا دستگاه قابل استفاده شود و با برداشتن میدان الکتریکی دستگاه انعطاف‌پذیر و تاشو می‌شود. شرکت موتورولا در این زمینه یک پتنت ثبت کرده‌است.

## تاثیرپذیری از میدان الکتریکی
تغییر در گرانروی این سیالات به تغییر میدان الکتریکی (پتانسیل الکتریکی تقسیم بر فاصله بین دو صفحه) بستگی دارد. با این حال نمی‌توان این تغییر را یک تغییر ساده در گرانروی این سیالات قلمداد کرد، آن چنان‌که در عبارت قدیمی تر این سیالات را سیالات الکتروویسکوز می‌خواندند.
به تعبیر دقیق تر، این اثر را می‌توان «تنش برشی تسلیمِ وابسته به میدان الکتریکی» نامید. در حقیقت سیالات الکترورئولوژیک از قانون بینگهام تبعیت می‌کنند و نقطه تسلیم‌شان به میدان الکتریکی بستگی دارد. پس از رسیدن به نقطه تسلیم، سیال مانند یک سیال غیرنیوتونی بریده می‌شود. به عبارت دیگر، تغییرات تنش برشی(d(stress)) متناسب با سرعت برش است. در سیال نیوتونی تنش رابطه خطی با برش دارد و نقطه تسلیم وجود ندارد. بدین صورت می‌توان مقاومت یک سیال در برابر حرکت را تغییر داد.
یک سیال الکترورئولوژیک ساده را می‌توان از ترکیب آرد ذرت در روغن گیاهی یا روغن سیلیکون به دست آورد.

## نظریات
دو نظریه اصلی برای توضیح رفتار این سیالات وجود دارد:نظریه پل آبی یا نیروی لازم برای شکستن مرز دو فاز و نظریه الکترواستاتیک.
در تئوری پل آب سیستم را سه فازی در نظر می‌گیریم. ذرات در فاز سوم حضور دارند که در آن مایع دیگر (به عنوان مثال آب) با مایع فاز اصلی (مانند روغن) مخلوط نمی‌شود. فاز سوم بدون اعمال میدان الکتریکی به شدت جذب ذرات شده و در بین ذرات باقی می‌ماند. این به این معنی است که مایع ER یک سوسپانسیون از ذرات است که به صورت مایع رفتار می‌کند. هنگامی که یک میدان الکتریکی اعمال می‌شود، فاز سوم به وسیلهٔ الکترواسمز به یک طرف ذرات رانده می‌شود و ذرات مجاور را به هم متصل می‌کند تا زنجیره تشکیل دهد. این ساختار زنجیره ای به این معنی است که مایع ER به جامد تبدیل شده‌است. نظریه الکترواستاتیک فقط یک سیستم دو فازی را در نظر می‌گیرد، که ذرات دی الکتریک زنجیره ای را تشکیل می‌دهند که با یک میدان الکتریکی هماهنگ شده و به نحوی مشابه به نحوه کارکرد مایعات مایع مغناطیسی (MR) کار می‌کنند. یک مایع ER با فاز جامد ساخته شده از یک رسانا که در یک عایق قرار گرفته‌است به وضوح نمی‌تواند با مدل پل آب کار کند. با این حال، با وجود اینکه مشاهده می‌شود که برخی از مایعات ER به وسیله اثر الکترواستاتیک کار می‌کنند، نمی‌توان نشان داد که تمام سیالات ER چنین رفتاری دارند. مزیت داشتن یک مایع ER که بر اساس اثر الکترواستاتیک رفتار می‌کند حذف جریان نشت است، بدین معنا که به‌طور بالقوه هیچ جریان مستقیمی وجود ندارد. از آنجا که دستگاه‌های ER از لحاظ الکتریکی به عنوان خازن رفتار می‌کنند، و مزیت اصلی اثر ER سرعت پاسخ است، یک جریان متناوب مطلوب است.
ذرات دارای فعالیت الکتریکی هستند. آن‌ها می‌توانند از نوع ذرات با ویژگی فروالکتریسیته باشند یا، همان‌طور که در بالا ذکر شد، از یک ماده رسانا با پوشش یک عایق ساخته شده باشند یا ذرات دارای فعالیت الکترو اسمزی باشند. در مورد مادهٔ فرو الکتریکی یا رسانا، ذرات دارای ثابت دی الکتریک بالا هستند. در اینجا ممکن است در رابطه با ثابت دی الکتریک یک رسانا دچار سردرگمی شد، اما «اگر یک ماده با یک ثابت دی الکتریک بالا در میدان الکتریکی قرار گیرد، بزرگی آن میدان در درون دی الکتریک کاهش خواهد یافت» (نگاه کنید به صفحه اصلی: ثابت دی الکتریک) و از آنجا که میدان الکتریکی در یک رسانا ایده‌آل صفر است، ثابت دی الکتریک یک رسانا بی‌نهایت است.
یکی دیگر از عوامل تأثیرگذار بر اثر ER، هندسه الکترود است. معرفی الکترودهای شیار موازی موجب افزایش کمی در اثر ER شد، اما الکترودهای شیارعمودی اثر ER را دو برابر کرد. یکی دیگر از راه‌های افزایش اثر ER پوشش دهی الکترودها با مواد قطبش پذیر الکتریکی است. این کار باعث می‌شود ضعف معمول دی‌الکتروفورزها به یک اثر مفید تبدیل شود. همچنین باعث کاهش جریان نشت در مایع ER می‌شود.
سیال ابر الکترورئولوژیک(GER) در سال ۲۰۰۳ کشف شد و دارای استحکام تسلیم بالاتری از بسیاری از مایعات دیگر ER است. مایع GER از نانوذرات باریم تیتانیوم اگزالات با پوشش اورهٔ معلق در روغن سیلیکون تشکیل شده‌است. استحکام بالا به دلیل ثابت دی الکتریک ذرات، اندازه کوچک ذرات و پوشش اوره است. یکی دیگر از مزایای GER این است که رابطه بین قدرت میدان الکتریکی و استحکام تسلیم پس از رسیدن میدان الکتریکی به ۱ کیلو ولت / میلی‌متر خطی است. GER دارای استحکام تسلیم بالا است، اما مقاومت در برابر فروشکست الکتریکی و چگالی جریان الکتریکی آن در مقایسه با بسیاری از دیگر مایعات ER کمتر است. در تهیه GER، مسئله اصلی استفاده از اگزالیک اسید برای آماده‌سازی ذرات است زیرا اگزالیک اسید یک اسید آلی قوی است.

## مزایا و معایب
یکی از مشکلات اساسی، سوسپانسیون بودن این سیالات است؛ بنابراین در طولانی مدت ته‌نشین خواهند شد. سیالات الکترورئولوژیک جدید این مشکل را به وسیلهٔ استفاده از نانوذرات یا منطبق کردن چگالی ذرات با مایع پخش‌کننده حل کرده‌اند. مشکل عمده دیگر این است که ولتاژ فروشکست الکتریکی هوا 3kv/mm است که نزدیک به میدان الکتریکی لازم برای استفاده از سیالات ER است.
یکی از مزایای این سیالات این است که با صرف مقداری نیروی الکتریکی برای ایجاد اثر ER؛ می‌توان مقادیر بسیار بیشتری نیروی مکانیکی را کنترل کرد، در یک جمله؛ به عنوان تقویت کننده نیرو عمل می‌کنند. اما مزیت اصلی سرعت واکنش این سیالات است، اثرات دیگری که قادر به کنترل بسیار سریع چنین مقدار زیادی از نیروی مکانیکی یا هیدرولیکی باشند انگشت شمارند.
متأسفانه افزایش گرانروی سیالات الکترورئولوژیک تحت برش یا جریان محدود است. سیال ER از یک سیال نیوتونی به یک ژل نیمه کریستالی تبدیل می‌شود. با این حال اگر سیال تحت تنش فشاری نیز قرار بگیرد می‌توان به تبدیل کامل فاز مایع به جامد نیز دست یافت.
از این اثر برای تولید کلاج‌های فوق‌العاده کارآمد و همچنین نمایشگرهای بریل استفاده شده‌است.